# Neger
Neger is een aanduiding voor een lid van een groep donkerhuidige mensen die oorspronkelijk afkomstig zijn uit Afrika ten zuiden van de Sahara.
De term ontstond in de 17e eeuw om tot slaaf gemaakte Afrikanen aan te duiden. Hierdoor draagt het woord een zware historische lading. In de loop van de tijd werd het woord door sommigen als neutraal beschouwd, maar sinds het eind van de 20e en het begin van de 21e eeuw wordt het door een deel van de samenleving als beledigend en racistisch ervaren. Dit komt door een groeiend bewustzijn van de negatieve connotaties en de historische context van het woord.

## Historische achtergrond

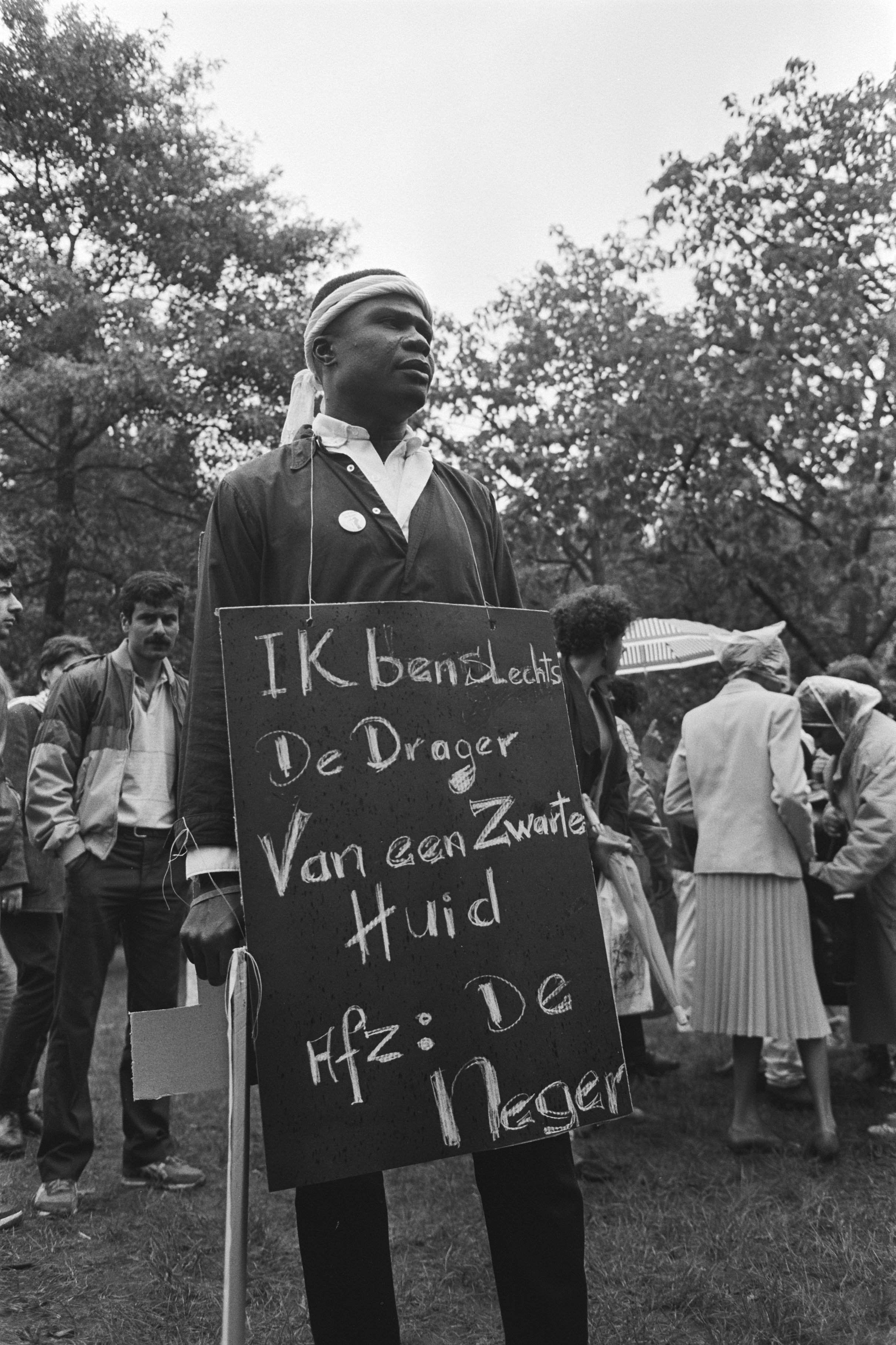
Demonstratie tegen racisme - 1985. Demonstrant draagt een bord met het opschrift "Ik ben slechts de drager van een zwarte huid. Afz: de Neger".

De term neger is afgeleid van het Latijnse adjectief niger ("zwart") en recenter van het Spaanse en Portugese negro (met dezelfde betekenis). In de 15e en 16e eeuw brachten Spanjaarden en Portugezen hun zwarte huisslaven mee naar belangrijke handelssteden in de Spaanse Nederlanden, zoals Antwerpen en Brugge. Het eerste gedocumenteerd voorkomen van het woord in de Nederlandse taal was in 1602. Ook kwam het voor in een document uit 1644 ter beschrijving van de lading van een slavenschip. Voor die tijd was het woord moriaan gebruikelijk. De term neger werd daarop door Europeanen gebruikt om zowel tot slaaf gemaakte Afrikanen als vrije inwoners van Zwart-Afrika aan te duiden. Vrij gemaakte slaven en hun afstammelingen werden door hen als vrije negers omschreven. Marrons, zwarte slaven die naar de oerwouden konden ontsnappen werden bosnegers genoemd. De term hield stand na afschaffing van de slavernij en bleef gangbaar in de 19e en 20e eeuw. Een andere afgeleide term is zandneger, een racistische benaming voor mensen uit het Midden-Oosten verwijzend naar hun vermeende donkere huidskleur en de woestijnen. Deze term geldt zonder meer als beledigend en racistisch.
Een variant is de term nikker. Dit woord is eveneens afkomstig van het Latijnse niger, maar heeft een veel negatievere lading en wordt in tegenstelling tot neger altijd als racistisch en beledigend ervaren. 
Om de term niet te hoeven gebruiken wanneer men over het gebruik ervan spreekt, spreekt men ook wel van het "n-woord", voor zowel neger als nikker, in navolging van het Engels waarin overigens vrijwel altijd het woord nigger (nikker) wordt bedoeld.

## Subversief gebruik
Na de afschaffing van de slavernij in de jaren 1860 eigenden zwarte mensen in de Verenigde Staten zich de Engelse term negro toe als geuzennaam: nakomelingen van Caraïbische en Amerikaanse slaven hebben het woord op een trotse manier voor zichzelf gebruikt, zoals de vooraanstaande Afro-Amerikaanse mensenrechtenactivist W.E.B. Du Bois in zijn The Negro uit 1915. Iets soortgelijks gebeurde in Suriname met het woord neger, bijvoorbeeld met de oprichting van de Surinaamse Neger Politieke Partij in 1946.

## Connotaties
Het Van Dale Groot woordenboek van de Nederlandse taal (de 'Dikke van Dale') definieert neger als zwarte Afrikaan (met kolonialisme geassocieerde en daarom door een groeiend aantal mensen als onwenselijk ervaren term), en meldt erbij dat de term verouderd is. Taaltelefoon, de taaladviesdienst van de Vlaamse Overheid in samenwerking met de Nederlandse Taalunie, stelt dat neger en negerin als minachtend en discriminerend worden ervaren en adviseert het gebruik van zwarte, of man/vrouw/persoon met Afrikaanse roots. VRTtaal, de taaladviesdienst van de Vlaamse Openbare Omroep, stelt dat neger en negerin als minachtend, beledigend en kwetsend ervaren worden en op de openbare omroep nooit gebruikt worden.
Het Nationaal instituut Nederlands slavernijverleden en erfenis (NiNsee) stelt dat het voor blanke Nederlanders respectvol is om het woord niet te gebruiken, want wie ben jij om te beoordelen dat een ander van die term geen last mag hebben? Om mensen niet tot kleur te reduceren, stellen zij de termen Afro-Nederlander en Euro-Nederlander voor. Antropoloog Francio Guadeloupe stelt daarentegen voor de raciale connotatie Afro-Nederlander niet te gebruiken, maar iemand te benoemen op grond van waar hij of zij geboren is of vandaan komt, zoals Caribische en Surinaamse Nederlander. Het woord blijft zeker tot in 2020 een beladen term waarvan de connotaties aan discussie onderhevig zijn. Het begrip n-woord is overgenomen uit Angelsaksische landen, waar met de n over het algemeen het in het Engels nog zwaarder beladen woord nigger wordt bedoeld.

### Verandering woordenboekdefinities
In 2002 probeerde de Stichting Eer en Herstel Betalingen Slachtoffers van Slavernij in Suriname de woorden neger en creool uit de Nederlandstalige woordenboeken te laten verwijderen, omdat zij deze als beledigend beschouwde. Van Dale en andere woordenboek-instituten zijn hier, na een uitspraak van de Commissie gelijke behandeling, niet op hoeven ingaan omdat de functie van een woordenboek niet meer is dan het registreren van de betekenis van woorden in overeenstemming met het feitelijk woordgebruik. In 2005 voegde Van Dale door sommigen als scheldwoord ervaren aan de definitie toe. Nog later werd het: door steeds meer mensen als beledigend ervaren en in 2020 staat er in het Van Dale Groot woordenboek van de Nederlandse taal (de 'Dikke van Dale') dat de term verouderd is: zwarte Afrikaan (met kolonialisme geassocieerde en daarom door een groeiend aantal mensen als onwenselijk ervaren term).

## Verenigde Staten

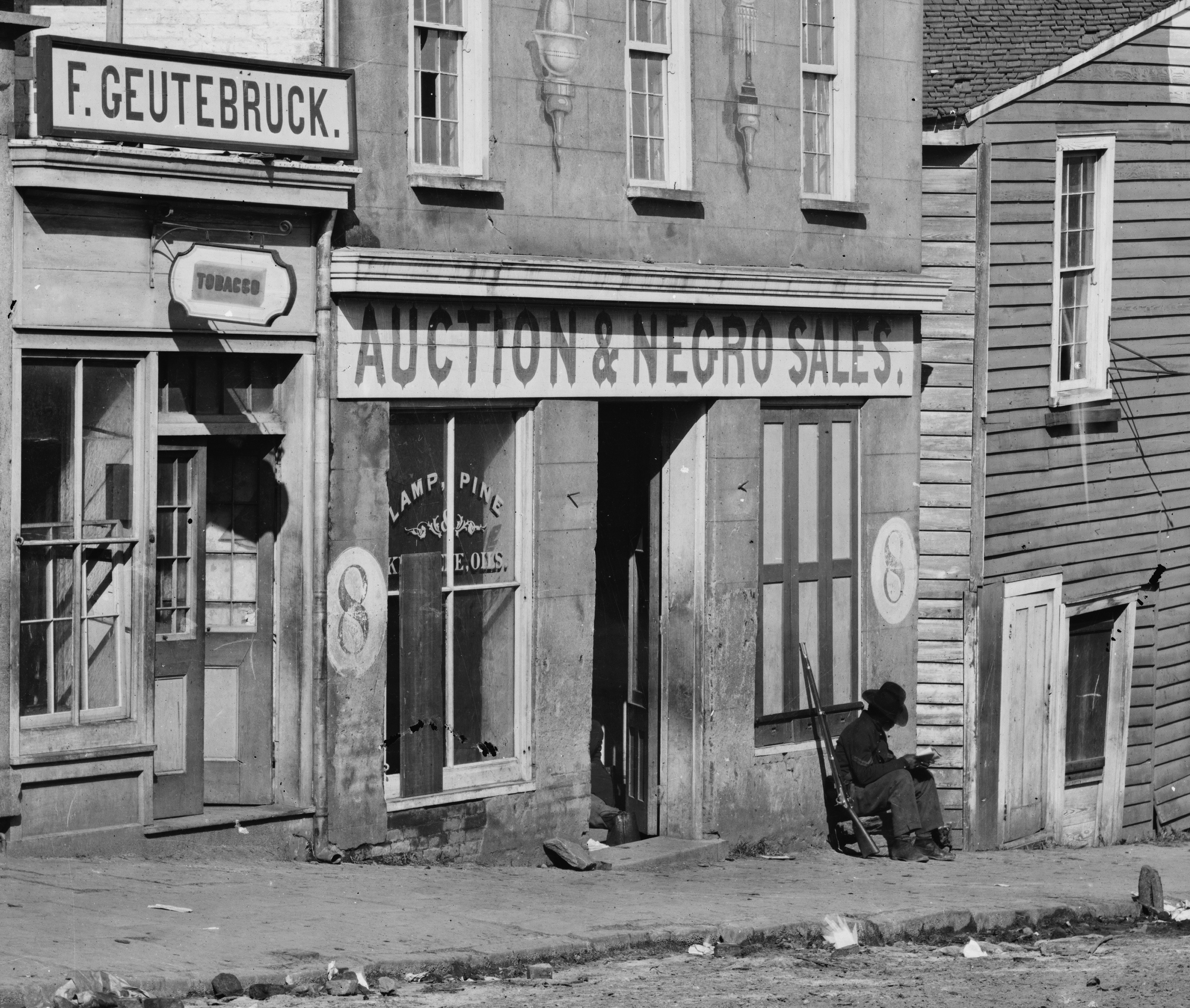
'Negro sales' – slavenmarkt in Atlanta, Georgia, 1864

In de Verenigde Staten waren negro en black oorspronkelijk termen die in de slavenhandel werden gebruikt. Na de afschaffing van de slavernij werd de term colored verkozen. Later werd de term Negro (met hoofdletter) wel weer acceptabel; nog in 1963 noemde ds. Martin Luther King zichzelf zo in zijn beroemde speech, I Have a Dream. De zwarte gemeenschap in de VS is zich echter vaker zwart of African American gaan noemen; Negro komt nog voor op volkstellingsformulieren om de oudere leden van de gemeenschap te bedienen. In de VS geldt het aan negro verwante woord nigger als zeer beledigend. Als geuzennaam is wel het woord nigga in gebruik in sommige Afro-Amerikaanse subculturen, onder meer in rap en hiphop. Het gebruik van die term door mensen die zelf niet zwart zijn, wordt doorgaans niet geaccepteerd.